# Бовенсмілде
Бовенсмілде (нід. Bovensmilde) — село в нідерландській провінції Дренте. Входить до муніципалітету Мідден-Дренте.
Його площа становить 15,49 км², а населення станом на 2021 рік складало 3 350 осіб.
Перша згадка про населений пункт датується 1847 роком.